# Georges Verlinde
Georges Verlinde, né le 21 août 1898 et mort le 7 octobre 1980, est un footballeur international belge actif durant les années 1920. Il évolue durant sa carrière au Daring Club de Bruxelles, où il occupe le poste de défenseur.

## Carrière
Georges Verlinde intègre l'équipe première du Daring Club de Bruxelles en 1921. Le club est alors champion en titre mais a vu plusieurs joueurs quitter l'équipe. La saison est plus difficile et se termine par une huitième place. Le jeune défenseur s'impose dans le onze de base de l'équipe et malgré les résultats mitigés du Daring en championnat, ses bonnes prestations lui permettent d'obtenir une sélection en équipe nationale belge pour disputer un match amical en février 1923. Il continue à jouer avec l'équipe première du club au moins jusqu'en 1925, on ignore ce qu'il advient ensuite de lui.

## Statistiques
| Saison                | Club                  | Championnat           | Championnat | Championnat | Coupe(s) nationale(s) | Coupe(s) nationale(s) | Total | Total |
| Saison                | Club                  | Division              | M.          | B.          | M.                    | B.                    | M.    | B.    |
| 1921-1922             | Daring CB             | Division 1            | -           | -           | 0                     | 0                     | 0     | 0     |
| 1922-1923             | Daring CB             | Division 1            | -           | -           | 0                     | 0                     | 0     | 0     |
| 1923-1924             | Daring CB             | Division 1            | -           | -           | 0                     | 0                     | 0     | 0     |
| 1924-1925             | Daring CB             | Division 1            | -           | -           | 0                     | 0                     | 0     | 0     |
| Total sur la carrière | Total sur la carrière | Total sur la carrière | 1           | -           | 0                     | 0                     | 1     | 0     |

## Carrière internationale
Georges Verlinde compte une convocation et un match joué en équipe nationale belge. Celui-ci a lieu le 25 février 1923 contre la France et se solde par une victoire 4-1.
Le tableau ci-dessous reprend toutes les sélections de Georges Verlinde. Le score de la Belgique est toujours indiqué en gras.
| Date       | Compétition  | Adversaire | Lieu      | Score | Remarque |
| ---------- | ------------ | ---------- | --------- | ----- | -------- |
| 25/02/1923 | Match amical | France     | Bruxelles | 4-1   |          |